# Santa Marta de los Barros
Santa Marta ou Santa Marta de los Barros est une commune d’Espagne, dans la province de Badajoz, communauté autonome d'Estrémadure.